# Vecchia guardia (film)
Vecchia guardia è un film del 1934, diretto da Alessandro Blasetti. Generalmente viene considerato dalla critica uno fra i migliori lungometraggi di carattere apologetico prodotti in Italia in epoca fascista.
Il film venne distribuito in Germania col titolo Mario e fu particolarmente apprezzato da Adolf Hitler, da sempre estimatore del fascismo, tanto che il Führer ricevette Blasetti e il piccolo Franco Brambilla in terra tedesca per una visita.

## Trama
Viterbo, 1922. Nel clima arroventato del primo dopoguerra, Roberto Cardini è uno squadrista fascista reduce della Grande Guerra che, ora disoccupato, si distingue nella lotta contro i lavoratori in sciopero. Suo padre, Claudio, è un medico che dirige un manicomio, da tempo sta tentando in vari modi di far cessare lo sciopero degli infermieri. Claudio si rivolge alle istituzioni ma non viene ascoltato, allora chiede aiuto al fascio locale, del quale Roberto è caposquadra. Un deputato socialista per errore entra nella bottega di Aristide, un barbiere e squadrista amico di Roberto, venendo beffato e schernito dai fascisti.
I socialisti per vendetta distruggono la bottega di Aristide e feriscono un bambino che si trovava all'interno del locale. Dopo di ciò scaturirà una violenta rissa tra fascisti e socialisti. Qualche giorno dopo i fascisti irrompono nel bar dove si ritrovano gli infermieri scioperanti e dopo un breve scontro costringono molti di loro (tra i quali tale "tacconi" fiduciario degli infermieri in sciopero) a bere dell'olio di ricino. Lo sciopero dunque fallisce e gli infermieri sono forzati a tornare al lavoro. I fascisti compiranno altre azioni eclatanti, ad esempio riapriranno le scuole elementari da tempo chiuse, obbligando il custode  a dare loro le chiavi e minacciano l'assessore comunale deputato all'istruzione di percosse in caso non collabori per  la riapertura degli istituti scolastici (intanto Roberto, inizia una relazione sentimentale con Maria, una delle maestre della scuola elementare).
Nel frattempo proseguono la loro lotta antisocialista e antisindacalista organizzandosi per nuovi scontri contro gli antifascisti. Il sindaco e il commissario rimangono immobili davanti a tutto ciò, in parte per disinteresse, ma anche per timore della reazione degli Squadristi. Mentre i bambini fanno il loro ingresso a scuola un folto gruppo di socialisti si palesa di fronte all'istituto e ha un diverbio con Roberto e gli altri fascisti. La sera stessa, gli operai della centrale elettrica del circondario entrano in sciopero.
Roberto e gli altri squadristi partono per "espugnare" la centrale e costringere gli operai a rimettersi al lavoro, ma hanno una sorpresa, all'interno della camionetta sulla quale viaggiavano si è infiltrato Mario, il fratello minore di Roberto, che perderà la vita a causa di svariati colpi di arma da fuoco sparati dagli scioperanti. Il giorno dopo l'intera città è in lutto, la morte di Mario spinge alcuni cittadini (tra i quali un pubblico ufficiale) ad aderire al PNF e a partecipare successivamente alla marcia su Roma. Roberto dà un saluto alla sua amata e raduna i suoi uomini per partire. Alle prime luci dell'alba i fascisti, raggruppatisi ad Orte, si avviano a piedi e con altri mezzi verso la Città eterna.

## Produzione

### Cast
Prendono parte alle riprese alcuni attori già affermati, come Mino Doro nel ruolo di protagonista, Giovanni Grasso (da non confondere con l'omonimo e più celebre cugino, Giovanni Grasso), nella parte del commissario, ed altri che, pur essendo alle prime armi, avrebbero fatto molto parlare di sé in seguito, come Andrea Checchi, nel ruolo di uno squadrista, che nonostante la giovanissima età aveva già lavorato in 1860 di Blasetti, e Memmo Carotenuto, semplice comparsa in Vecchia guardia ma destinato a divenire uno degli interpreti più richiesti della commedia all'italiana, l'aiuto regista è Flavio Calzavara. Il film registra anche la presenza di giovani promesse, di volti nuovi che in Vecchia Guardia hanno avuto il loro battesimo con il cinema. Alcuni diventeranno attori di vario livello nella filmografia dell'epoca e anche del dopoguerra, altri invece esauriranno qui la loro esperienza o scompariranno dopo pochi altri lungometraggi.

## Accoglienza

### Giudizio critico
Stando alle fonti dell'epoca, alla sua uscita il film ebbe una accoglienza in linea di massima positiva da parte della critica del tempo, che ne mise in rilievo i pregi stilistici e alcune impostazioni innovative. Fra queste ultime il taglio realistico di molte scene e lo stesso linguaggio usato dagli interpreti, sempre naturale e in sintonia con la classe socio-culturale di appartenenza.
Sotto un profilo più propriamente formale va sottolineata la superba fotografia di Otello Martelli utilizzata dal regista con una valenza simbolica di grande impatto visivo, con le luci accese su tutto ciò che incarnò il fascismo e che ad esso si ricollega (spedizioni punitive e pestaggi compresi) e le ombre, che invece avvolgono le forze "antinazionali".
I giudizi retrospettivi portano a vedere nel film il momento di massima adesione di Alessandro Blasetti al regime fascista con alcune scene di retorica squadrista che ne abbasserebbero il livello qualitativo spezzando il ritmo drammatico che pur il regista riesce ad imprimere alla vicenda. Un film pertanto tutt'altro che disprezzabile, ma giudicato discontinuo e, in linea di massima, girato con chiari intenti apologetici.

### Reazioni delle gerarchie fasciste
Secondo Callisto Cosulich «Vecchia guardia è l'unico film sinceramente fascista che sia stato girato nel ventennio».
La classe dirigente del regime in quel momento però accoglie Vecchia guardia con una certa freddezza se non addirittura con ostilità, come nel caso di Luigi Freddi, da poco nominato massimo responsabile della cinematografia italiana del tempo, che si rende immediatamente conto dei pericoli insiti nel lungometraggio di Blasetti. Fra questi ultimi balza agli occhi l'esaltazione dello squadrismo, esplicitamente indicata in una nota presente nei titoli di testa, in un momento in cui il regime vuol far dimenticare i propri trascorsi insurrezionali e, ancor peggio, la difesa ad oltranza operata dai fascisti a salvaguardia degli interessi dei ceti abbienti e del padronato ai danni delle classi lavoratrici e proletarie che il Duce stesso si era sempre vantato di proteggere.
Dopo Vecchia guardia e il precedente Camicia nera di Giovacchino Forzano (1933) la cinematografia italiana torna sui suoi passi per riprendere la strada di sempre, caratterizzata dal disimpegno e dall'apoliticità. Sintomatico il trionfo, in quegli anni, del cinema dei telefoni bianchi, dei gialli americani della Cines e dei feuilleton sentimentali, caratterizzati dalla totale assenza di tematiche "impegnate", sia sotto il profilo politico che sociale. Solo dopo la conquista dell'Etiopia da parte del regime fascista (avvenuta nel 1936), torneranno ad essere prodotti film del filone apologetico-propagandistico come Lo squadrone bianco (1936) di Augusto Genina, Il grande appello (1936) di Mario Camerini, Sentinelle di bronzo (1937) di Romolo Marcellini, Condottieri (1937) di Luis Trenker, Scipione l'Africano (1937) di Carmine Gallone, Cavalleria (1936) e Luciano Serra pilota (1938) di Goffredo Alessandrini, Pietro Micca (1938) di Aldo Vergano, Ettore Fieramosca (1938) dello stesso Blasetti, per poi raggiungere l'apice dopo l'entrata in guerra dell'Italia (L'assedio dell'Alcazar, Carmen fra i rossi, Il cavaliere di Kruja, Uomini sul fondo, Giarabub, Bengasi, Noi vivi, Addio Kira!, Odessa in fiamme, Inviati speciali, Harlem, Il treno crociato, Quelli della montagna, Orizzonte di sangue, Redenzione ecc.).

### Risultato commerciale
Come per tutta la cinematografia italiana degli anni trenta, anche per Vecchia guardia non sono disponibili dati ufficiali sugli introiti economici della pellicola, anche se alcune fonti indicano che il film riuscì a riscuotere un discreto successo di pubblico.

## Manifesti e locandine
La realizzazione dei manifesti, per l'Italia, fu affidata al pittore cartellonista Anselmo Ballester.